# 그랜드마스터 (체스)
그랜드마스터(영어: Grandmaster, GM)는 국제 체스 연맹(FIDE)에서 체스 선수에게 수여하는 타이틀이다. 세계 챔피언 외에 그랜드마스터는 체스 선수가 달성할 수 있는 가장 높은 타이틀이다. 일단 달성하면 타이틀은 평생 유지되지만, 드물게는 부정 행위 적발로 타이틀이 취소될 수 있다.
그랜드마스터 타이틀은 하위 FIDE 타이틀인 인터내셔널 마스터 (IM), FIDE 마스터 (FM), 캔디데이트 마스터 (CM)와 마찬가지로 성별에 관계없이 모든 선수에게 개방되어 있다. 대부분의 그랜드마스터는 남성이지만, 2024년 현재 약 2,000명의 총 그랜드마스터 중 42명의 여성이 GM 타이틀을 받았다. 여성에게만 수여되는 더 낮은 자격 요건을 가진 여자 그랜드마스터 타이틀도 있다.
체스 문제 제작자와 풀이자를 위한 그랜드마스터 타이틀도 있으며, 세계 체스 문제 연맹에서 수여한다 (체스 문제 그랜드마스터 목록 참조). 국제 우편 체스 연맹(ICCF)은 국제 우편 체스 그랜드마스터 타이틀을 수여한다. 이 두 기관은 현재 FIDE와 독립적이지만, FIDE와 협력하여 활동한다.
"슈퍼 그랜드마스터"(슈퍼 GM)는 세계 최고 수준의 선수를 지칭하는 비공식 용어이다. 과거에는 엘로 평점 2600점 이상의 선수들을 지칭했지만, 최고 선수의 평균 엘로 평점이 증가함에 따라 일반적으로 엘로 평점 2700점 이상의 선수를 지칭하게 되었다. 슈퍼 GM은 어느 정도 인지도를 가지고 있으며, 일반적으로 체스에서 가장 높은 수입을 올리는 선수이다.
FIDE 타이틀은 분기별 FIDE 이사회 회의에서 수여된다. GM 타이틀 자격을 갖추었지만 아직 타이틀을 받지 못한 선수는 비공식적으로 "GM-일렉트"라고 불린다.

## 역사
어떤 분야의 전문가를 지칭하는 그랜드마스터라는 용어의 사용은 1590년부터 기록되었다. 체스와 관련하여 그랜드마스터라는 용어가 처음 사용된 것은 1838년 2월 18일자 《Bell's Life》 호에서 한 기고자가 윌리엄 루이스를 "우리의 옛 그랜드마스터"라고 언급한 것이다. 이후 조지 워커와 다른 사람들이 필리도르를 그랜드마스터라고 불렀고, 이 용어는 몇몇 다른 선수에게도 적용되었다.

### 초기 토너먼트 사용

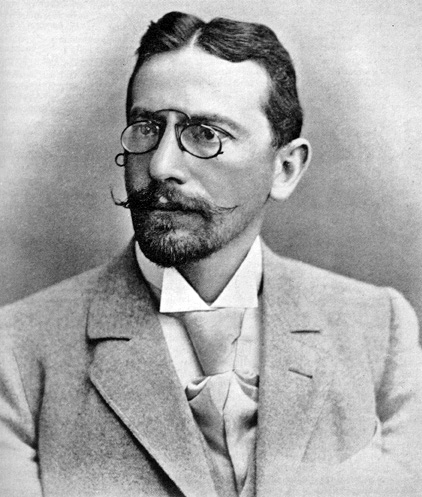
지크베르트 타라시 (1862년~1934년)

1907년 오스텐드 체스 토너먼트는 챔피언십 토너먼트와 마스터스 토너먼트의 두 부문으로 나뉘었다. 챔피언십 부문은 이전에 국제 토너먼트에서 우승한 선수를 위한 것이었다. 지크베르트 타라시는 칼 슐레흐터, 다비드 야노프스키, 프랭크 마셜, 아모스 번, 미하일 치고린을 제치고 챔피언십 부문에서 우승했다. 이 선수는 토너먼트의 목적상 그랜드마스터로 지칭되었다.
1912년 산세바스티안 체스 토너먼트는 아키바 루빈스타인이 우승했으며, 그랜드마스터 지정 대회였다. 루빈스타인은 19점 중 12.5점으로 우승했다. 12점으로 공동 2위는 아론 님조비치와 루돌프 슈필만이었다.
일부 설명에 따르면 1914년 상트페테르부르크 체스 토너먼트에서 그랜드마스터 타이틀이 토너먼트 자금을 부분적으로 지원했던 러시아 차르 니콜라이 2세에게 공식적으로 수여되었다고 한다. 차르는 5명의 결승 진출자, 즉 에마누엘 라스커, 호세 라울 카파블랑카, 알렉산드르 알레힌, 지크베르트 타라시, 프랭크 마셜에게 타이틀을 수여했다고 전해진다. 체스 역사가 에드워드 윈터는 이 이야기가 1940년 6월 15일자 《더 뉴요커》에 실린 로버트 루이스 테일러의 기사와 마셜의 자서전인 《My 50 Years of Chess》(1942)에 처음으로 등장한다는 점을 들어 사실성에 의문을 제기했다.

### 1950년 이전의 비공식 및 소련 사용
1950년 이전에는 그랜드마스터라는 용어가 때때로 세계적인 수준의 선수에게 비공식적으로 적용되었다. 1924년 파리에서 국제 체스 연맹(FIDE)이 설립되었지만, 당시에는 공식 타이틀을 수여하지 않았다.
1927년, 소련 체스 연맹은 독일 외래어인 "Großmeister"의 형태로 소련 그랜드마스터라는 타이틀을 제정했다. 당시 소련 선수는 자국 밖에서 경쟁하지 않았다. 이 타이틀은 1929년 소련 체스 선수권 대회에서 우승한 보리스 베를린스키에게 수여된 후 1931년에 폐지되었다. 이 타이틀은 1935년에 부활하여 미하일 보트빈니크에게 수여되었고, 이로써 보트빈니크는 최초의 "공식" 소련 그랜드마스터가 되었다. 베를린스키는 자신의 타이틀을 되찾지 못했다.

### 공식 지위 (1950년 이후)

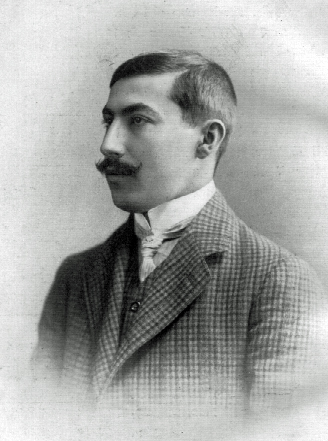
아키바 루빈스타인 (1880년~1961년)

1950년 FIDE는 그랜드마스터(GM), 인터내셔널 마스터(IM), 여자 마스터(WM, 나중에 여자 인터내셔널 마스터 또는 WIM으로 알려짐) 타이틀을 만들었다. 그랜드마스터 타이틀은 때때로 "인터내셔널 그랜드마스터"(IGM)라고 불리는데, 이는 유사한 국내 타이틀과 구별하기 위한 것일 수 있지만, 오늘날에는 줄여서 부르는 "GM" 형태가 훨씬 더 일반적이다.
타이틀은 FIDE 총회 및 자격 심사 위원회의 결의에 따라 수여되었으며, 공식적인 서면 기준은 없었다. FIDE는 1950년에 27명의 선수에게 그랜드마스터 타이틀을 처음 수여했다. 이 선수들은 다음과 같다.
- 당시 최고의 선수: 세계 챔피언 미하일 보트빈니크와 1950년 최초의 도전자 결정전(Candidates Tournament)에 출전 자격을 얻었거나 시드 배정을 받은 선수가 이에 해당한다. 이사크 볼레슬랍스키, 이고르 본다렙스키, 데이비드 브론스타인, 막스 오이베, 루벤 파인, 살로 플로르, 파울 케레스, 알렉산더 코토프, 안도르 릴리엔탈, 미겔 나이도르프, 사무엘 레셰프스키, 바실리 스미슬로프, 기디온 스탈베르그, 라스즐로 자보.
- 1950년에는 전성기가 지났지만, 전성기에는 세계적인 수준으로 인정받았던 현역 선수: 오시프 번스타인, 올드리치 두라스, 에른스트 그륀펠트, 보리스 코스티치, 그리고리 레벤피시, 게자 마로시, 자크 미세스, 비아체슬라프 라고진, 아키바 루빈스타인, 프리드리히 샘미쉬, 사벨리 타르타코베르, 밀란 비드마르.

FIDE는 사후 그랜드마스터 타이틀을 수여하지 않았기 때문에 1950년 이전에 사망한 세계적인 수준의 선수, 즉 세계 챔피언 슈타이니츠, 라스커, 카파블랑카, 알레힌은 이 타이틀을 받지 못했다. 영국령 인도의 미르 술탄 칸, 독일의 파울 립케, 프랑스의 외젠 즈노스코-보로프스키와 같은 일부 강력한 현역 선수도 타이틀을 받지 못했다. 술탄 칸은 2024년에 사후 GM 타이틀을 받았다.

#### 1953년 규정

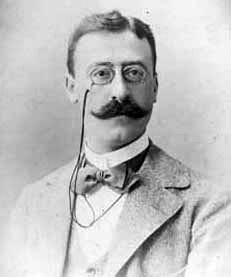
자크 미세스 (1865년~1954년). 최초의 FIDE 그랜드마스터 중 한 명

원래 규정에 따른 타이틀 수여는 정치적 고려 사항의 영향을 받았다. 소련에서 독일로 이민 온 예핌 보고류보프는 세계 챔피언십에서 알레힌과 두 번의 경기를 치렀음에도 불구하고 첫 그랜드마스터 명단에 포함되지 않았다. 보고류보프는 1951년에 13대 8의 찬성표와 5표의 기권으로 타이틀을 받았다. 유고슬라비아는 보고류보프의 신청을 지지했지만, 다른 모든 공산주의 국가는 반대했다. 1953년, FIDE는 이전 규정을 폐지했지만 간과되었던 노련한 마스터에게 타이틀을 수여할 수 있는 조항은 유지했다. 새로운 규정은 다음 기준 중 하나를 충족하는 선수에게 FIDE 국제 그랜드마스터 타이틀을 수여했다.
1. 세계 챔피언.
2. 세계 챔피언십 도전자 결정전에 출전할 절대적인 권리를 가진 마스터, 또는 결석한 참가자를 대신하여 50% 이상의 점수를 얻은 선수.
3. 지정된 기준을 충족하는 국제 토너먼트의 우승자. 또한 4년 이내에 두 번의 그러한 토너먼트에서 2위를 차지한 선수. 토너먼트는 최소 11라운드에 7명 이상의 선수로 구성되어야 하며, 80% 이상이 국제 그랜드마스터 또는 인터내셔널 마스터여야 한다. 또한, 참가 선수의 30%는 다음 세계 챔피언십 도전자 결정전에 출전할 절대적인 권리를 가진 그랜드마스터이거나, 지난 10년 동안 그러한 토너먼트에 참가한 그랜드마스터여야 한다.
4. 국제 토너먼트 또는 경기에서 위 (3)의 능력과 명백히 동등한 능력을 보여주는 선수. 이러한 타이틀은 자격 심사 위원회의 승인과 최소 5명의 위원 지원을 받아야 한다.

#### 1957년 규정
FIDE가 1953년 타이틀 규정을 발표한 후, 규정이 다소 무질서하다는 것이 인정되었고 이를 개정하는 작업이 시작되었다. 1957년 빈에서 열린 FIDE 총회는 새로운 규정인 FAV 시스템을 채택했는데, 이는 국제 심판 조반니 페란테스(이탈리아), 알렉산더(아마도 코넬 휴 오도넬 알렉산더), 잔카를로 달 베르메(이탈리아)가 수행한 작업을 인정한 것이다. 1957년 규정에 따라 FIDE 국제 그랜드마스터 타이틀은 다음 선수에게 자동으로 수여되었다.
1. 세계 챔피언.
2. 인터조널 체스 토너먼트에서 도전자 결정전에 참가할 자격을 얻은 선수, 심지어 어떤 이유로든 도전자 결정전에 참가하지 못했더라도 자격을 얻었다면 이에 해당된다.
3. 인터조널에서 도전자 결정전에 참가할 자격을 얻었으나, 소속 연맹의 참가자 수 제한으로 인해 제외된 선수.
4. 실제로 도전자 결정전에 참가하여 최소 33.3%의 점수를 얻은 선수.

또한 자격 심사 위원회의 권고에 따라 FIDE 총회에서 타이틀을 수여할 수 있도록 허용했다. 권고는 예선 토너먼트에서의 성적을 기반으로 했으며, 필요한 점수는 토너먼트의 그랜드마스터 및 인터내셔널 마스터 비율에 따라 달라졌다.

#### 1965년 규정
1957년 규정이 너무 느슨하다는 우려가 제기되었다. 1961년 FIDE 총회에서 GM 밀란 비드마르는 규정이 "충분한 자격 없이 국제 타이틀을 수여할 수 있게 허용했다"고 말했다. 1964년 텔아비브에서 열린 총회에서는 규정 변경을 제안하기 위한 소위원회가 구성되었다. 소위원회는 타이틀의 자동 수여를 폐지할 것을 권고했고, 예선 성적에 따라 타이틀을 수여하는 방식에 대해 비판했으며, 자격 심사 위원회의 구성 변경을 요구했다. GM 미겔 나이도르프를 포함한 여러 대표단은 기존 규정이 국제 타이틀의 인플레이션을 초래하고 있다고 느끼면서 소위원회의 권고를 지지했다. 비스바덴에서 열린 1965년 총회에서 FIDE는 국제 타이틀에 필요한 기준을 높였다. 국제 그랜드마스터 타이틀 규정은 다음과 같았다.
- 1. 모든 세계 챔피언은 자동으로 GM 타이틀을 받는다.
- 2a. 도전자 결정전 8강전에서 최소 40%의 점수를 얻은 선수.
- 2b. 결정전에서 그랜드마스터에 대해 55% + 인터내셔널 마스터 (IM)에 대해 75% + 다른 선수에 대해 85%의 총점에 해당하는 점수를 얻은 선수 (GM "노름" 취득).

요구 사항 2b를 충족하려면, 후보자는 카테고리 1a 토너먼트에서 한 개의 GM 노름을 달성하거나, 3년 이내에 두 개의 카테고리 1b 토너먼트에서 두 개의 노름을 달성하거나, 한 개의 카테고리 2a 토너먼트와 한 개의 카테고리 1b 토너먼트에서 각각 한 개의 노름을 달성해야 한다.
토너먼트 카테고리는 다음과 같다.
- 1a—최소 16명 이상의 선수, 최소 50%가 GM이며 70%가 IM 이상
- 1b—최소 12명 이상의 선수, 최소 33.3%가 GM이며 70%가 IM
- 2a—최소 15명 이상의 선수, 최소 50%가 IM
- 2b—10~14명의 선수, 최소 50%가 IM.

FIDE 타이틀은 평생 유효하므로, 토너먼트 이전에 5년 이내에 GM 또는 IM 결과가 없었다면 해당 GM 또는 IM은 이 요구 사항에 포함되지 않는다.
또한, 10~12명의 선수로 구성된 토너먼트의 경우 동일 국가의 선수는 50% + 1명 이하, 더 큰 토너먼트의 경우 50% + 2명 이하여야 한다.
1951년부터 1968년까지 74개의 GM 타이틀이 수여되었다. 이 기간 동안 1965년에는 10개의 GM 타이틀이 수여되었지만, 1966년과 1968년에는 각각 1개만 수여되었다.

#### 1970년 규정
FIDE 타이틀 수여를 위한 현대 체계는 1970년 지겐 체스 올림피아드 FIDE 총회에 제출된 "도라질" 제안에서 발전했다. 이 제안은 빌프리트 도라질 (당시 FIDE 부회장)과 동료 위원인 그랜드마스터 스베토자르 글리고리치 및 아르파드 엘로 교수가 함께 만들었다. 위원회 보고서의 권고 사항은 전적으로 채택되었다.
본질적으로 이 제안은 엘로 교수가 엘로 평점 시스템을 고안하는 데 수행한 작업을 기반으로 했다. 선수단의 엘로 평점에 대한 최신 목록을 구축함으로써, 상당히 강력한 국제 체스 토너먼트가 참가자의 평균 평점을 기준으로 카테고리를 할당받을 수 있게 되었다. 예를 들어, '카테고리 1' 지위는 참가자들의 평균 엘로 평점이 2251-2275 범위에 속하는 토너먼트에 적용되기로 결정되었고, 비슷하게 카테고리 2는 2276-2300 범위 등에 적용되었다. 토너먼트 카테고리가 높을수록 토너먼트의 어려움은 더 높았다.
또 다른 중요한 구성 요소는 각 토너먼트 카테고리에 대한 가치 있는 노름을 설정하는 것이었다. 선수들은 그랜드마스터 (GM) 또는 인터내셔널 마스터 (IM) 수준에서 경기했음을 입증하기 위해 관련 점수를 달성하거나 초과해야 했다. 점수는 완벽한 최대 점수의 백분율로 표현되었으며, 토너먼트 카테고리가 증가할수록 감소하여 선수의 상대 성적과 과제의 상대적 어려움을 반영했다.
이후 토너먼트 주최자는 해당 백분율을 자신의 토너먼트 형식에 적용하고, 참가자들이 GM 또는 IM 결과를 달성하기 위해 실제로 달성해야 하는 점수(현재는 노름이라고 불림)를 사전에 선언할 수 있었다.
| 카테고리 | 평균 Elo  | 점수 (GM) | 점수 (IM) |
| -------- | --------- | --------- | --------- |
| 1        | 2251–2275 | 85%       | 76%       |
| 2        | 2276–2300 | 83%       | 73%       |
| 3        | 2301–2325 | 81%       | 70%       |
| 4        | 2326–2350 | 78%       | 67%       |
| 5        | 2351–2375 | 76%       | 64%       |

| 카테고리 | 평균 Elo  | 점수 (GM) | 점수 (IM) |
| -------- | --------- | --------- | --------- |
| 6        | 2376–2400 | 73%       | 60%       |
| 7        | 2401–2425 | 70%       | 57%       |
| 8        | 2426–2450 | 67%       | 53%       |
| 9        | 2451–2475 | 64%       | 50%       |
| 10       | 2476–2500 | 60%       | 47%       |

| 카테고리 | 평균 Elo  | 점수 (GM) | 점수 (IM) |
| -------- | --------- | --------- | --------- |
| 11       | 2501–2525 | 57%       | 43%       |
| 12       | 2526–2550 | 53%       | 40%       |
| 13       | 2551–2575 | 50%       | 36%       |
| 14       | 2576–2600 | 47%       | 33%       |
| 15       | 2601–2625 | 43%       | 30%       |

그랜드마스터 타이틀 자격을 얻으려면 선수는 3년의 순환 기간 내에 세 번의 GM 노름을 취득해야 했다. 예외적으로, 선수의 기여 게임 총합이 30개 이상인 경우 두 번의 결과만으로도 타이틀을 수여할 수 있었다. 이 체계를 팀 이벤트 및 기타 대회에 맞게 조정할 수 있는 경우도 있었다.
전체 제안에는 다음과 같은 주제를 다루는 다른 많은 규칙과 규정이 포함되었다.
- 적격 토너먼트 형식
- 적격 참가자
- 레이팅 없는 참가자
- FIDE에 토너먼트 등록
- 계산, 분수 처리 포함

## 현재 규정
그랜드마스터가 되려면 선수는 다음 두 가지를 모두 달성해야 한다.
- 총 최소 27게임에 걸쳐 토너먼트에서 유리한 결과(노름)를 획득해야 한다. 몇 가지 예외를 제외하고, 토너먼트에서 노름을 받으려면 다음을 만족해야 한다.
  - 토너먼트 종료 시 선수의 경기력 평점(퍼포먼스 레이팅)이 최소 2600이어야 한다. (토너먼트는 더 이상 특정 카테고리로 분류되지 않는다.)
  - 선수의 상대 중 최소 33%가 그랜드마스터여야 한다..
  - 선수의 상대 중 최소 50%가 캔디데이트 마스터 및 여자 캔디데이트 마스터를 제외한 FIDE 타이틀을 보유해야 한다.
  - 선수의 상대 평균 평점이 최소 2380이어야 한다.
  - 선수의 상대는 최소 3개 이상의 다른 체스 연맹 출신이어야 하며, 여기에는 선수가 소속된 연맹도 포함될 수 있다.
    - 선수의 상대 중 최대 60%가 선수의 자국 연맹 출신일 수 있다.
    - 선수의 상대 중 최대 66%는 단일 연맹 출신일 수 있다.

  - 최소 한 개의 노름은 최소 40명의 참가자와 평균 평점 2000 이상인 스위스식 토너먼트에서 획득해야 한다.[20]
- 어떤 시점에서든 최소 2500의 엘로 평점을 달성해야 한다(단, 이 타이틀을 획득하거나 유지하기 위해 이 ELO를 유지할 필요는 없다).
  - 평점 요건은 선수가 2500 미만의 평점으로 토너먼트를 시작하더라도 토너먼트 중에 2500 평점에 한번이라도 도달하거나 초과한 후 토너먼트를 2500 미만의 평점으로 마무리해도 충족된다.

그랜드마스터 타이틀은 위에 명시된 기준을 충족하지 않아도 체스 월드컵 16강 진출, 여자 월드컵 우승, 세계 주니어 선수권 대회 우승, 세계 시니어 선수권 대회 우승, 대륙 체스 선수권 대회 우승 시 자동으로 부여된다. 단, 그 때 선수의 최고 FIDE 평점은 최소 2300이어야 한다. 현재 규정은 FIDE 핸드북에서 확인할 수 있다.
그랜드마스터 타이틀을 포함한 FIDE 타이틀은 평생 유효하지만, FIDE 규정은 "타이틀 또는 평점 시스템의 윤리적 원칙을 훼손하기 위해 FIDE 타이틀 또는 평점을 악용"하거나, 선수가 타이틀 신청의 기반이 된 토너먼트에서 부정 행위 방지 규정을 위반한 것으로 밝혀진 경우 타이틀을 취소할 수 있도록 허용한다.
정확한 규정은 FIDE 핸드북에서 확인할 수 있다.

## 타이틀 인플레이션

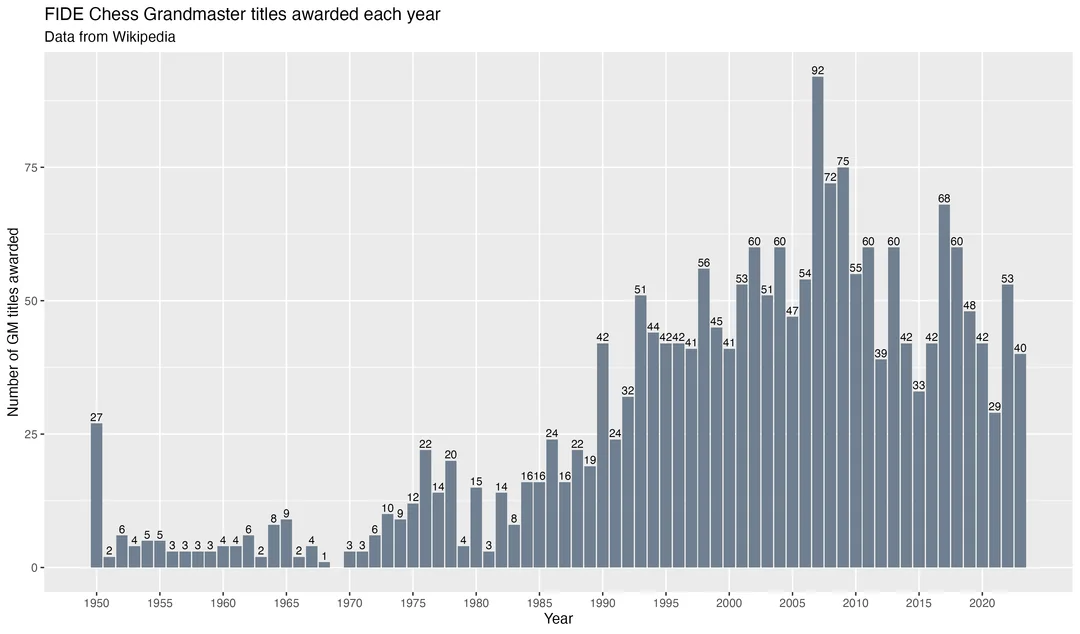
연도별 신규 그랜드마스터 수

그랜드마스터 수의 변화

체스 전문가 협회를 위해 바르토워미에이 마체야가 작성한 보고서는 2008년 FIDE 총회에서 그랜드마스터 타이틀 가치의 하락에 대한 논의를 언급하고 있다. 1972년과 2008년 사이에 그랜드마스터의 수가 크게 증가했지만, 마체야에 따르면 2200점 이상의 등록 선수 수는 훨씬 더 빠르게 증가했다. 이 FIDE 총회 이후에도 그랜드마스터 타이틀 가치에 대한 논의는 가끔씩 계속되었다.

## 명예 그랜드마스터
1977년부터 FIDE는 과거 성적 또는 체스에 대한 다른 기여를 바탕으로 32명의 선수에게 명예 그랜드마스터 타이틀을 수여했다. 다음 선수가 명예 그랜드마스터 타이틀을 받았다. 수여 시기 기준 마리치와 혼피는 사망 연도에 사후 타이틀을 받았고, 술탄 칸은 58년 후에 받았다.
- 1977년 – 훌리오 볼보찬, 에스테반 카날, 보리슬라프 밀리치, 카를로스 토레 레페토
- 1981년 – 아널드 덴커
- 1982년 – 로더베이크 프린스, 라울 산기네티
- 1983년 – 블라디미르 알라토르체프, 알렉산더 콘스탄티노폴스키, 에리크 룬딘
- 1984년 – 에로 뵈크, 스토얀 푸츠
- 1985년 – 해리 골롬벡, 마리오 몬티첼리, 야로슬라프 샤이타르
- 1986년 – 아서 데이크, 테오도르 기체스쿠
- 1987년 – 블라디미르 마코고노프, 블라다스 미케나스, 보그단 슬리바
- 1988년 – 조지 콜타노프스키
- 1990년 – 안드리야 푸더러, 루돌프 마리치 (사후)
- 1991년 – 드라고류브 미니치
- 1992년 – 하인츠 레만, 루돌프 테슈너
- 1993년 – 조너선 페인로즈[26]
- 1996년 – 카로이 혼피 (사후), 엔리코 파올리
- 1999년 – 페테르 델리
- 2003년 – 엘마르스 젬갈리스
- 2024년 – 술탄 칸 (사후), 안드레아스 뒤크슈타인, 이보 네이

## 같이 보기
- 체스 타이틀
- 체스 그랜드마스터 목록
- 여자 체스 그랜드마스터 목록
- 최고 FIDE 레이팅별 체스 선수 목록
- 최연소 그랜드마스터 목록
- 역사상 최고 체스 선수 비교

## 참고 문헌
- Sunnucks, Anne (1970), 《The Encyclopaedia of Chess》, St. Martins Press, ISBN 978-0-7091-4697-1